# Hilborough
Hilborough – wieś w Anglii, w hrabstwie Norfolk, w dystrykcie Breckland. Leży 42 km na zachód od Norwich i 131 km na północny wschód od Londynu.
W 2001 miejscowość liczyła 180 mieszkańców.